# Tak się robi telewizję
Tak się robi telewizję (ang. The TV Set) – amerykański komediodramat z 2006 roku, oparty na scenariuszu i reżyserii Jake’a Kasdana. Wyprodukowany przez THINKFilm i 20th Century Fox.
Premiera filmu miała miejsce 28 kwietnia 2006 roku podczas Festiwalu Filmowego w Tribece.

## Fabuła
Scenarzysta Mike Klein (David Duchovny) kręci pilotażowy odcinek serialu. Chce zawrzeć w nim wątki autobiograficzne. Praca na planie nie przypomina sielanki. Niewiele też zostaje z pomysłów Mike’a, gdy despotyczna szefowa (Sigourney Weaver) zaczyna ingerować w jego autorski projekt.

## Obsada
- David Duchovny jako Mike Klein
- Sigourney Weaver jako Lenny
- Ioan Gruffudd jako Richard McCallister
- Judy Greer jako Alice
- Fran Kranz jako Zack Harper
- Lindsay Sloane jako Laurel Simon
- Justine Bateman jako Natalie Klein
- Lucy Davis jako Chloe McCallister
- Philip Rosenthal jako Cooper
- Matt Price jako Berg
- Willie Garson jako Brian
- M.C. Gainey jako Hutch
- Simon Helberg jako TJ Goldman
- Kaitlin Doubleday jako Jesse Filmore
- Philip Baker Hall jako Vernon Maxwell